# Challenger de Milán 2015
El Aspria Tennis Cup 2015 fue un torneo de tenis profesional jugado en canchas de tierra batida. Se disputó la 10.ª edición del torneo que formó parte del circuito ATP Challenger Tour 2015. Se llevó a cabo en Milán, Italia entre el 20 y el 28 de junio de 2015.

## Jugadores participantes del cuadro de individuales
| País                  | Jugador             | Rank1 | Posición en el torneo |
| --------------------- | ------------------- | ----- | --------------------- |
| Bandera de Francia    | Benoît Paire        | 67    | 1                     |
| Bandera de Argentina  | Federico Delbonis   | 80    | 2                     |
| Bandera de Eslovenia  | Blaž Kavčič         | 91    | 3                     |
| Bandera de Italia     | Marco Cecchinato    | 126   | 4                     |
| Bandera de Kazajistán | Andrey Golubev      | 135   | 5                     |
| Bandera de Serbia     | Laslo Djere         | 187   | 6                     |
| Bandera de la India   | Ramkumar Ramanathan | 208   | 7                     |
| Bandera de Italia     | Filippo Volandri    | 230   | 8                     |

- 1 Rankings are as of June 15, 2015.

### Otros participantes
Los siguientes jugadores recibieron una invitación (wc)
- Filippo Baldi
- Gianluigi Quinzi
- Pietro Licciardi
- Gianluca Mager

Los siguientes entraron al cuadro luego de la clasificación (Q):
- Benoît Paire
- Rogerio Dutra Silva
- Flavio Cipolla
- Laslo Djere

Los siguientes jugadores ingresan al cuadro principal como exención especial (SE):
- Calvin Hemery
- José Checa-Calvo

## Jugadores participantes en el cuadro de dobles
| País                | Jugador            | País                  | Jugador             | Rank1 | Posición en el torneo |
| ------------------- | ------------------ | --------------------- | ------------------- | ----- | --------------------- |
| Bandera de Colombia | Nicolás Barrientos | Bandera de Perú       | Sergio Galdós       | 241   | 1                     |
| Bandera de Italia   | Flavio Cipolla     | Bandera de Kazajistán | Andrey Golubev      | 318   | 2                     |
| Bandera de Irlanda  | James Cluskey      | Bandera de Irlanda    | David O'Hare        | 407   | 3                     |
| Bandera de Rumania  | Patrick Grigoriu   | Bandera de la India   | Ramkumar Ramanathan | 473   | 4                     |

- 1 Rankings as of June 15, 2015.

## Campeones

### Individual Masculino
- Federico Delbonis derrotó en la final a  Rogério Dutra Silva, 6–1, 7–6(8–6).

### Dobles Masculino
- Nikola Mektić /  Antonio Šančić derrotaron en la final a  Christian Garin /  Juan Carlos Sáez, 6–3, 6–4.